# Lycoperdina pallida
Lycoperdina pallida es una especie de coleóptero de la familia Endomychidae.

## Distribución geográfica
Habita en Siberia.